# 서브 (테니스)
서브(serve) 또는 서비스(service)는 테니스 경기에서 한 포인트를 시작하기 위해 넣는 샷이다. 서브는 보통 공을 머리 위로 던져 올린 뒤 라켓으로 가장 높은 곳에서 치게 되며, 네트를 건드리지 않고 '대각선 반대편의 서비스 박스'에 들어가야 성공한 것으로 인정된다. 공이 서비스 박스 안에 들어가지 못할 경우 폴트가 되며, 서비스 박스 안에 들어갔더라도 네트에 닿았을 경우에는 렛이 된다. 렛의 경우 다시 서브할 수 있다. 또한 공을 치기 전에 베이스라인이나 그 안쪽을 밟으면 풋 폴트가 된다. 폴트(풋 폴트 포함)를 두 번 범하는 더블 폴트가 되어 서버가 상대방에게 한 포인트를 내주게 된다.
테니스의 기술 중 비교적 배우기 어려운 기술에 속하는 서브는, 프로들의 경기에서는 매우 중요한 공격 수단으로 사용된다. 따라서 프로들의 경기에서는 상대방의 서브 게임을 먼저 브레이크하는 것이 경기의 승패를 좌우하는 관건이 된다.